# Château de Fourques (Hérault)
Ne doit pas être confondu avec le château de Fourques (Gard).
Le château de Fourques est un château de la commune de Juvignac, dans l'Hérault. La propriété accueille un domaine viticole.

## Historique
Localisé sur la commune de Juvignac et débordant sur les communes voisines de Lavérune, Pignan et Saint-Georges-d'Orques, le domaine du château de Fourques et son terroir viticole représentent une surface de 50 hectares.
Au XIe siècle, la présence de la vigne est attestée.  Durant le XIIe siècle, le lieu est connu sous le nom de « Mas de Carascaude » ((oc) manso de Carascausas) ou « Carascaude »,. Au XVIIIe siècle, il est nommé « métairie de la Tour »,. En 1891, il prend le nom de Fourques, hérité de Philippe Monié (Philippe de Moynier,), baron de Fourques, mort en 1737.
En 1850, Adelys Bertrand, propriétaire protestant cévenol de filature, acquiert la conviction de la fin de l'industrie du ver à soie et décide d'acheter un terroir de vignoble sur la commune de Pignan au moment où la consommation du vin augmente de façon exponentielle. En 1889, représenté par Hubert Desmarest à l'Exposition Universelle de Paris, il est médaillé d'Argent de son cru. En 1919, il dote l'une de ses deux filles, Jeanne, à la santé fragile, du château de Fourques,. La seconde fille, Marguerite, hérite du château de l'Engarran à Lavérune,.
Une des plaques présente dans le château, indique : « Adelys Bertrand, propriétaire du château de Fourques, par Saint Georges-d’Orques, Hérault ». Faisant office de pochoir, elle permet de marquer les tonneaux à la fin du XIXe siècle pour éviter des échanges frauduleux pour le chargement des trains en partance pour Paris. Durant cette période, la Compagnie des chemins de fer d'intérêt local du département de l'Hérault installe la ligne de Montpellier à Rabieux à proximité immédiate du château,.
Jeanne, la propriétaire des lieux gère les finances du domaine et transmet le domaine à sa fille unique, Rosyne, la mère de l'actuelle propriétaire, Lise Fons-Vincent. En 1985, le grand-père de Lise s’effondre, à 77 ans, dans un rang de vignes. En reprenant la succession, Lise Fons-Vincent renomme les lieux « Au bonheur des dames depuis 1919 ». Représentant la cinquième génération d'une famille de vignerons, Lise Fons-Vincent développe le domaine durant une vingtaine d’années et organise des événements mêlant dégustations, visites et soirées à thèmes.
L’équipe de spécialistes encadrante depuis de nombreuses années pour l'élaboration des vins est composée entre autres de Zawé, ancien membre du groupe de musique local « Regg'Lyss ».
En 2006, le château est référencé parmi les vignobles A.C. Coteaux-du-languedoc dans un dictionnaire spécialisé sur les boissons.

## Architecture
L'ancien mas est bâti au XVe siècle puis restauré au XVIIIe siècle à la suite d’un incendie.
La demeure seigneuriale du Marquis de Fourques est composé d'un corps de logis rectangulaire à deux niveaux, représentant une surface de 10 000 m2 de toiture,.